# ボリス・モクロウソフ
ボリス・アンドレヴィチ・モクロウソフ (ロシア語: Борис Андреевич Мокроусов；英語: Boris Andreevich Mokrousov、1909年2月27日 - 1968年3月27日) は、ソビエト連邦の作曲家。

## 経歴
ニジニ・ノヴゴロド生まれ。モスクワ音楽院でミャスコフスキーに学ぶ。ソ連では著名な作曲家で、初期には『反ファシスト交響曲』（1936年）など劇的な作品も作曲したが、その後、抒情的な作品で人気を博す。特にワルツのリズムを生かした大衆歌謡は現在も歌われている。スターリン賞を受賞した。

## 主な作曲作品
- モスクワ防衛軍の歌　Песня защитников Москвы
- 誓いの石　Заветный камень
- 美しい春の花　Хороши весной в саду цветочки
- 寂しいアコーディオン　Одинокая гармонь
- ソルモヴォの抒情歌　Сормовская лирическая
- 川岸のベンチで　Костры горят далекие